# 中国黄眼草
中国黄眼草（学名：Xyris chinensis）为黄眼草科黄眼草属下的一个种。